# Flavio Ulpiano
Flavio Ulpiano (en latín: Flavius Ulpianus) fue un político y senador del Imperio Romano a principios del siglo III.
En 210-213 fue gobernador de la provincia de Mesia Inferior